# Хань Сюе (плавчиня)
Хань Сюе (1 січня 1981) — китайська плавчиня.
Бронзова медалістка Олімпійських Ігор 1996 року в естафеті 4x100 метрів комплексом, учасниця Олімпійських ігор 2000 року.